# りま丸
りま丸（りままる）は、日本郵船が1920年に竣工させた貨物船。太平洋戦争中、日本陸軍により軍隊輸送船として徴用された。1944年2月、アメリカ海軍潜水艦によって東シナ海で撃沈され、1隻の日本船として当時史上最多の2500人を超える戦死者を出した。

## 船歴
「りま丸」は、「対馬丸」などと同じT型貨物船系列の1万載貨重量トン級大型貨物船として1919年（大正8年）に横浜船渠で起工された。T型貨物船系列のうち「りすぼん丸」および「りおん丸」とともにL型貨物船とも呼ばれるグループに属する。1920年（大正9年）に竣工後、ヨーロッパ航路向けの日本郵船の主力貨物船として活躍した。その間1923年（大正12年）に関東大震災が発生した際には横浜船渠で整備中で、崩れた石材の激突により破損して機械室に浸水する被害を受けた。
日中戦争が始まると、「りま丸」は日本陸軍によって1937年（昭和12年）9月1日-1938年（昭和13年）3月30日と1938年6月24日-1939年（昭和14年）1月16日の2度にわたって軍隊輸送船として徴用された。1941年（昭和16年）には日米関係が緊迫する中で米国ロサンゼルスへ航空用ガソリンの積み取りに行き、当時は日本領だった台湾の高雄港へ運んでいる。
日本が対米戦の準備に着手すると、既に船齢20年超と老朽船の部類に入っていた本船も1941年9月13日に再び日本陸軍によって徴用された。太平洋戦争開戦後、「りま丸」は同年12月22日に同じT型の「但馬丸」「対馬丸」などを含む総数84隻の護送船団の第2船隊第8分隊に属して野砲部隊を搭載、フィリピンの戦いでルソン島リンガエン湾への上陸戦に参加した。1942年（昭和17年）の蘭印作戦では、香港の戦いを終えた陸軍部隊を収容してスマトラ島パレンバンへ上陸させた。ビルマの戦いにも参加してラングーンまで進出、帰途にはマレーの戦いで大破した貨物船「阿蘇山丸」（三井船舶：8811総トン）をパタニから香港まで曳航している。同年11月12-29日には、門司からラバウルまで貨物船「富浦丸」（日本郵船：3821総トン）と船団を組み、工兵部隊の陸軍将兵1234人・馬118頭を無事に輸送した。1943年（昭和18年）はマニラを拠点として主にフィリピン方面で行動した。同年3月16日と4月6日に敵潜水艦と遭遇するが自衛用火砲で砲撃するなどして難を逃れ、陸軍から表彰された。
本船の最後の航海は、1944年（昭和17年）2月7日出航のサンフェルナンドへの輸送任務であった。船内には独立混成第19旅団や航空部隊等の輸送人員3241人が乗船し、徴用船員85人と自衛用武装を操作する船砲隊12人が運航を担当した。兵器や弾薬なども約4000トンが積載されていた。門司発・基隆港行きのモタ02船団（輸送船14隻・護衛艦2隻）へ加入し、船団の基準船として先頭中央に位置した「りま丸」は、門司出港翌日の2月8日午後10時40分頃、五島列島東南沖の東シナ海上を9ノットの低速で之字運動G法を実施しつつ航行中、アメリカ潜水艦「スヌーク」の魚雷攻撃を受けた。右舷2番船倉・機関室付近・船尾に計3本の魚雷が命中した「りま丸」は、10時45分または54分に北緯31度05分 東経127度37分 / 北緯31.083度 東経127.617度の地点で沈没した。このとき貨物船「白根山丸」（三井船舶：4739総トン）も雷撃を受けて大破している。水雷艇「鷺」と第38号哨戒艇および「第五共栄丸」が「りま丸」乗船者の救助にあたったが、輸送兵員2700人・船砲隊9人・船員56人の計2765人が戦死した。日本の輸送船として当時史上最悪の人的被害を出した事例であり、大内（2010年）によると終戦までの全期間でも日本輸送船のうちで7番目に多い。船倉内に多数の兵員が押し込められていたため短時間の脱出が困難だったことや船倉が直撃を受けたことが犠牲者数を大きくした。生存者を収容した護衛艦艇は「白根山丸」とともに佐世保港へ帰投した。なお、モタ02船団は一時鹿児島湾へ退避した後、2月16日に台湾の基隆へ到着した。第38号哨戒艇は爆雷による反撃で効果確実と報じたが、実際には「スヌーク」は健在であった。
沈没したと推定される海域では、九州工業大学特別教授の浦環による海底調査が2018年8月に行われたが、船体は発見されなかった。一部の犠牲者の遺体は、東へ300km以上離れた馬毛島（鹿児島県西之表市）に漂着し、島民により仮埋葬された。厚生労働省による遺骨調査が2018年10月末～11月初に予定されている。